# Chiqué
Pour plus de détails, voir Fiche technique et Distribution.
Chiqué est un film français réalisé par Pierre Colombier et sorti en 1930.
C'est le premier film parlant réalisé en France sans version étrangère.

## Synopsis
Un organisateur de promenades nocturnes entraîne un couple d'américains dans un établissement louche. L'homme prend la défense d'une femme maltraitée, sans comprendre que c'est du « chiqué ».

## Fiche technique
- Réalisation : Pierre Colombier
- Distributeur : Pathé
- Décors : Jacques Colombier
- Photographie : Raymond Agnel, René Colas
- Son : M. Faulkner
- Musique : Jean Eblinger
- Pays de production :  France
- Format :  Noir et blanc
- Durée : 96 minutes[2]
- Date de sortie : 
  - France : 14 février 1930

## Distribution
- Adrien Lamy : l'Américain
- Charles Vanel : François
- Roger Toziny : le patron
- Irène Wells : l'Américaine
- Claire Franconnay : Kiki
- Louise Fouquet
- Gripp : danseur
- Florence : danseur